# 黄冠华
黄冠华，中国农业大学教授、中国-以色列国际农业研究培训中心主任，中国农业大学河套实验站站长。主要从事农业水文过程、农业节水与水资源高效利用等方面的研究。黄冠华曾入选2011年度长江学者特聘教授、享受中国国务院政府特殊津贴，还担任中国农业工程学会常务理事、《农业工程学报》编委。